# 沢田政治
沢田 政治（さわだ まさじ、1922年6月18日 - 1985年10月15日）は、日本の政治家。衆議院議員（1期）、参議院議員（2期）。

## 経歴
現在の秋田県鹿角市出身。東京帝国大学卒業後、三菱金属に入社。全日本金属鉱山労働組合副委員長、同事務局長、総評幹事などを歴任する。
1963年の第30回衆議院議員総選挙で秋田1区から日本社会党公認で立候補して当選。1967年の第31回衆議院議員総選挙で落選した。同年、松野孝一（自由民主党）の死去による参議院議員補欠選挙で秋田地方区から立候補して初当選。2期務めた。この間、参議院建設委員長や参議院国会対策副委員長などを務めた。1977年の第11回参議院議員通常選挙では自民党公認の野呂田芳成に敗れて落選。1980年の第12回参議院議員通常選挙でも再び立候補したが落選した。
1985年10月15日死去、63歳。死没日をもって勲二等瑞宝章追贈、従四位に叙される。